# Enyo reconditus
Enyo reconditus är en fjärilsart som beskrevs av Kernbach 1857. Enyo reconditus ingår i släktet Enyo och familjen svärmare. Inga underarter finns listade i Catalogue of Life.